# Британска монархија
Монархија у Уједињеном Краљевству Велике Британије и Северне Ирске је систем уставне монархије у којој звање шефа државе припада наследном монарху. Положај монарха одређен је принципом да монарх „влада али не управља“.
Монарх Уједињеног Краљевства од 8. септембра 2022. је краљ Чарлс III. Његова званична титула је „Његово величанство Чарлс III, по милости Божијој, Уједињеног Краљевства Велике Британије и Северне Ирске, и његових других поседа и територија, краљ, поглавар Комонвелта, заштитник вере”. Владајућа династија је династија Виндзор.
Престолонаследник је Принц Вилијам, најстарији син краља.
Званична резиденција је Бакингемска палата.
У територијама Комонвелта краља представљају генерални гувернери.